# Neuchâtel Xamax FCS
Neuchâtel Xamax FC är en schweizisk fotbollsklubb från Neuchâtel. Den grundades 1970 vid hopslagningen av FC Cantonal (1906) och FC Xamax (1912). Lagdräkten består av röda tröjor, svarta shorts och röda strumpor. Laget spelar för närvarande i Axpo Super League, ligans högsta division.
Hemmaarenan heter Stade de la Maladière.

## Meriter
- Axpo Super League
  - Vinnare:  1987, 1988
- Schweiziska cupen
  - Andraplats:  1974, 1985, 1990, 2003

## Kända f.d. spelare
- Thimothée Atouba
- Papa Bouba Diop
- Henri Camara
- Johan Djourou
- Alain Geiger
- Don Givens
- Gilbert Gress
- Joel Griffiths
- Hossam Hassan
- Stéphane Henchoz
- Trifon Ivanov
- Peter Lönn
- Xavier Margairaz
- Haris Seferović
- Pascal Zuberbühler

## Övergångsdispyt
I januari 2006 var klubben involverad i en dispyt med Leeds United efter australiske mittfältaren Joel Griffiths övergång. Neuchâtel vägrade släppa Griffiths internationella speltillstånd trots att de hade kommit överens om att sälja honom för 28 000 brittiska pund. Leeds överklagade till engelska FA och fick rätt.